# 皮卡

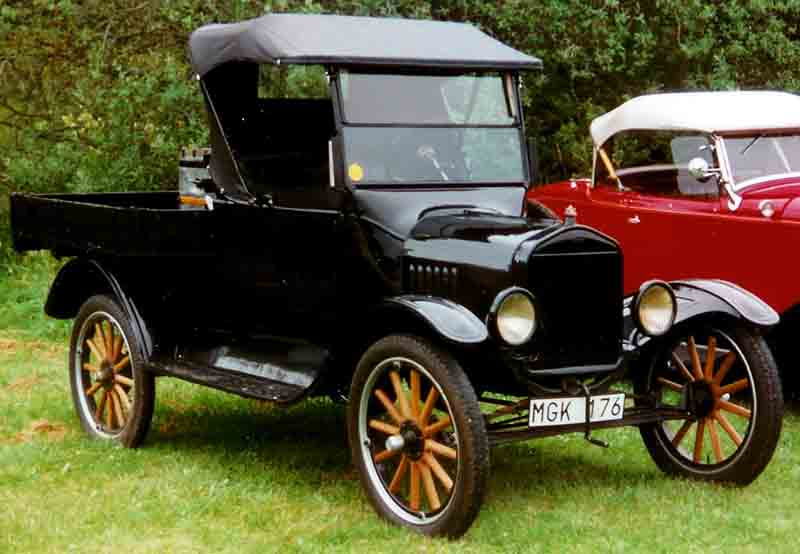
一款1923年福特T型皮卡，為皮卡始祖

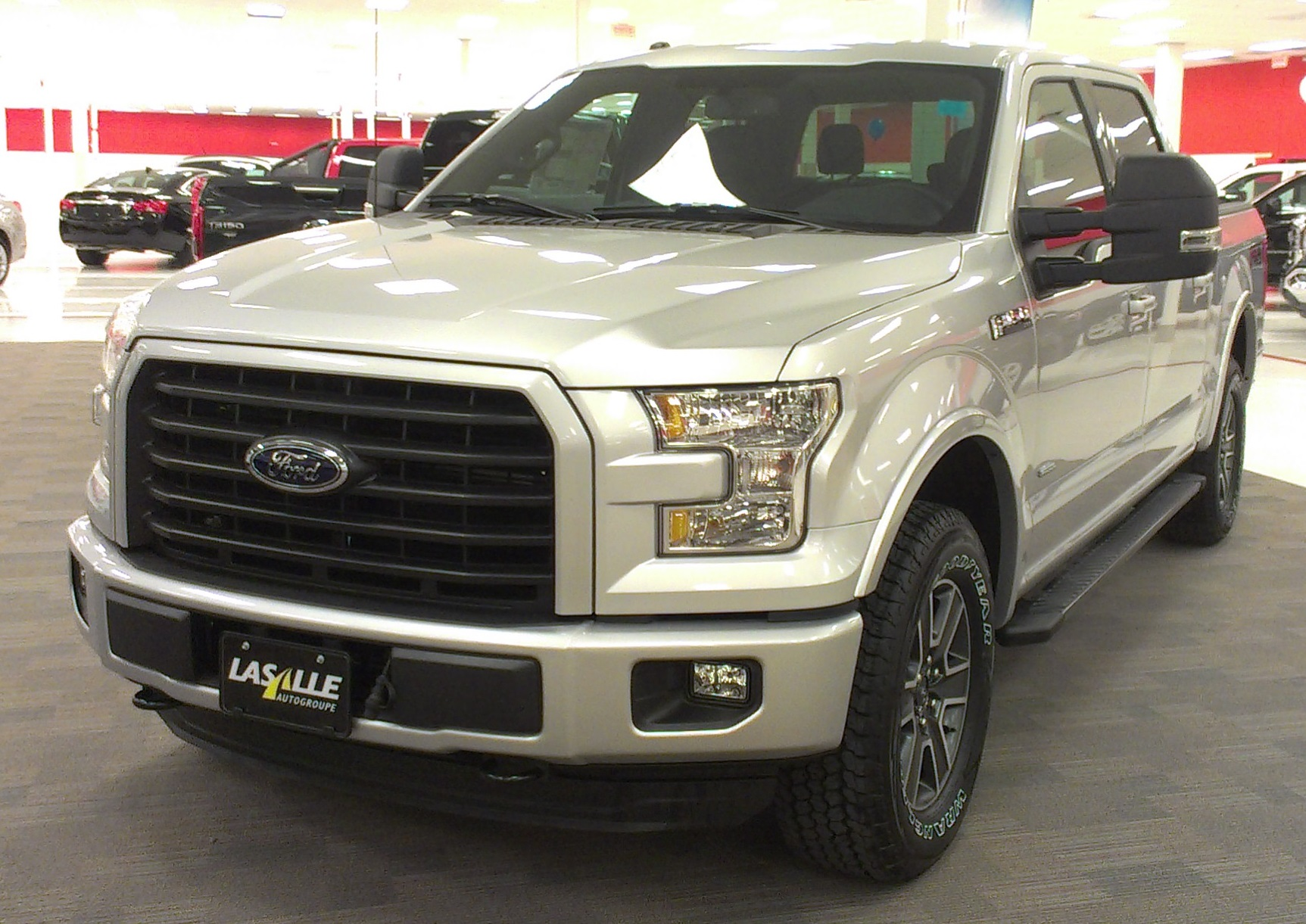
福特F-150是美系皮卡代表。

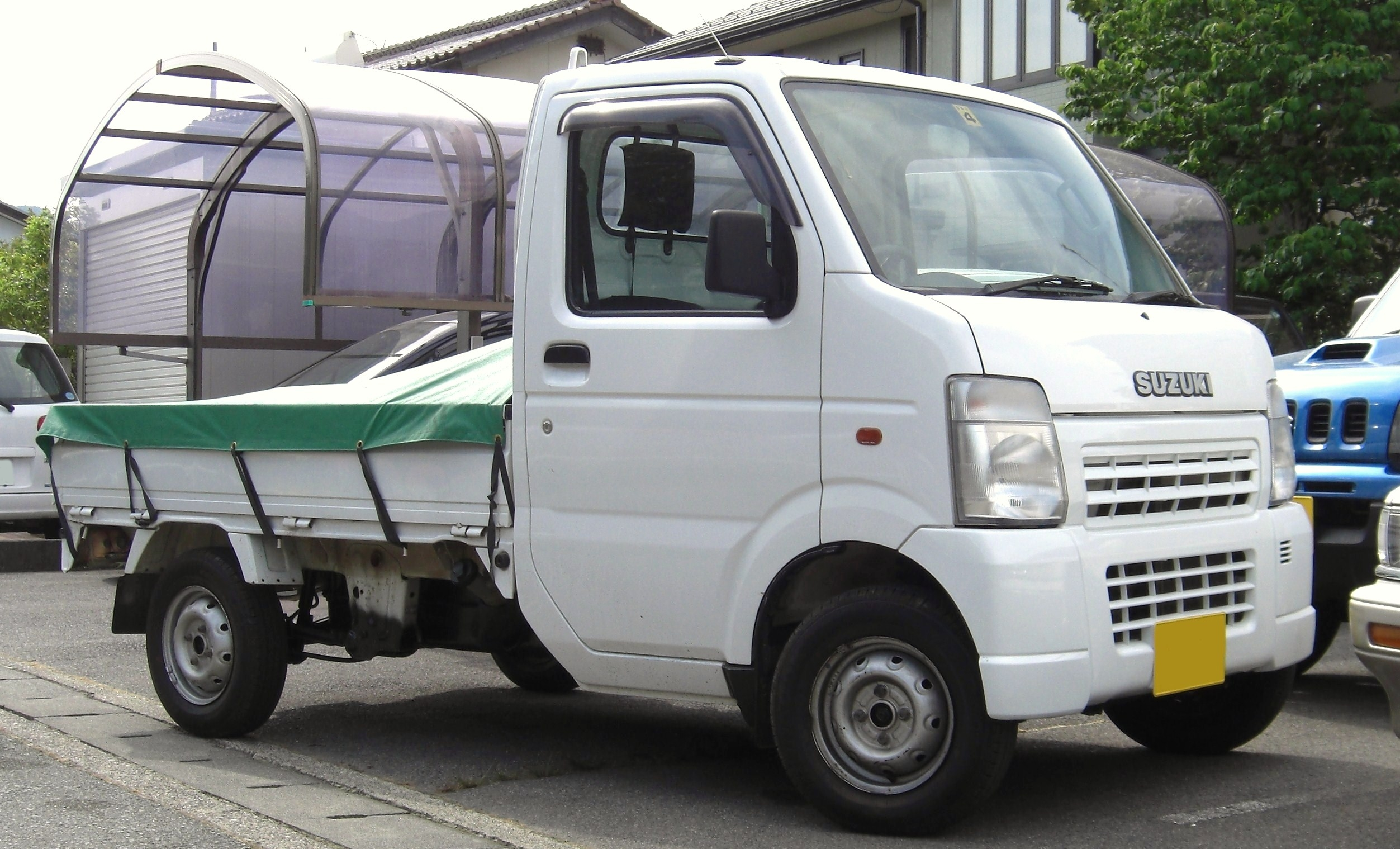
鈴木Carry是日系皮卡代表。

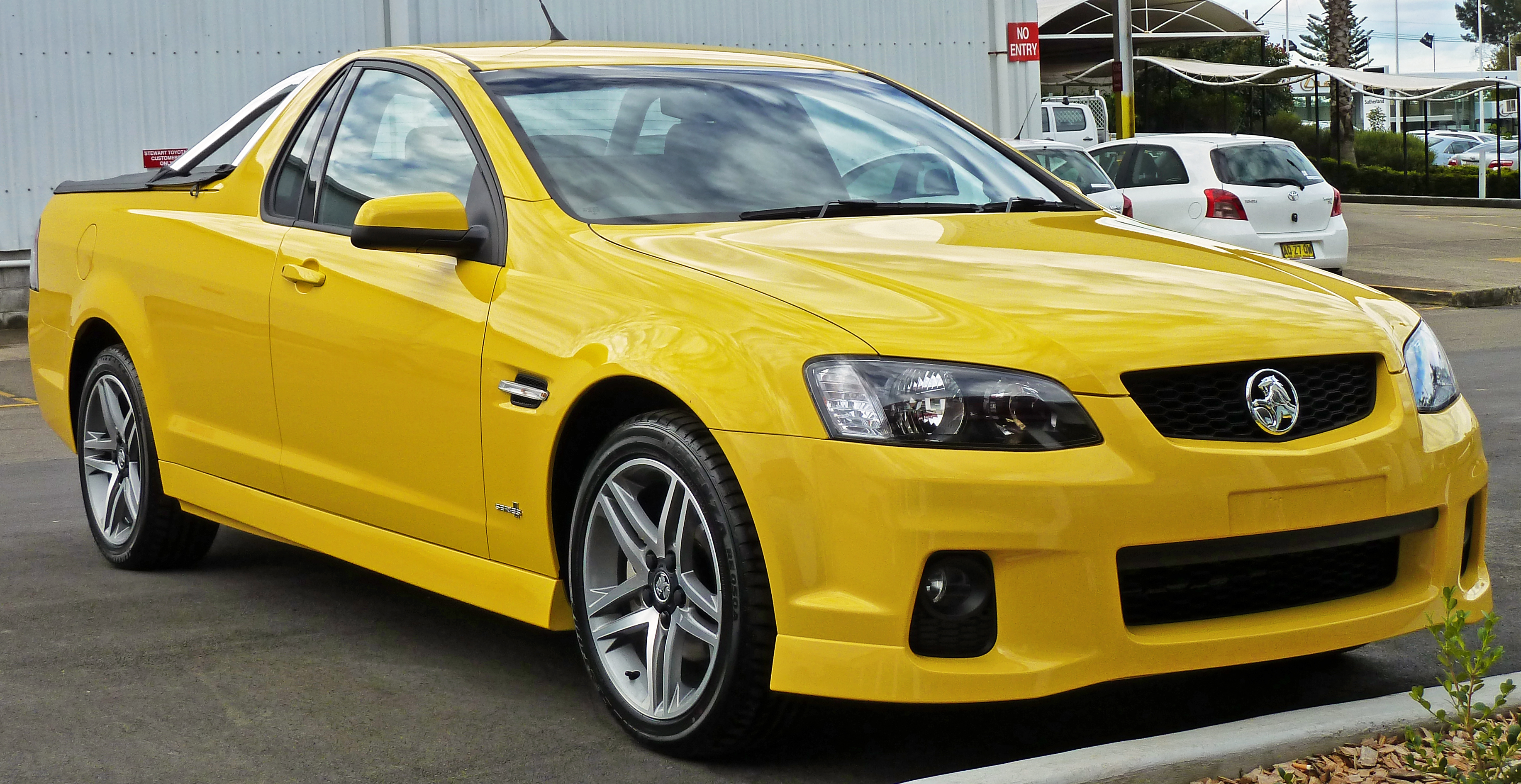
霍頓Ute是澳系皮卡代表。

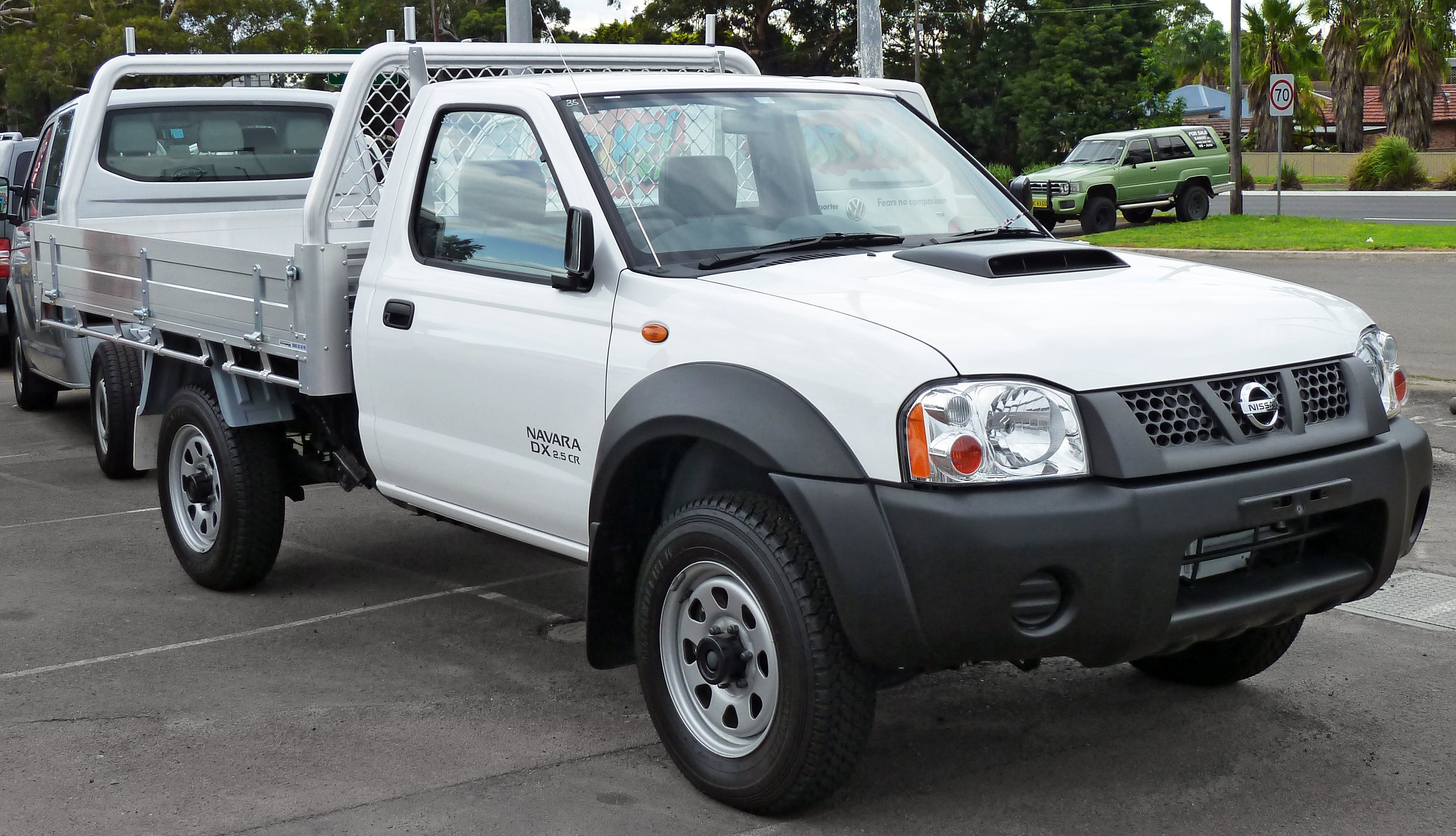
日產Navara是銷量最高的皮卡

皮卡（英語：pickup），业界称为轻便客货两用车或是貨卡，通常指带开放式载货区的轻型卡车，一般车身外形可以明显的分成发动机舱、驾驶室和货舱三段，也有部份車款引擎是在駕駛室下方而沒有引擎室。

## 概況
通常的皮卡载重量在一噸左右，大型皮卡，如福特公司的F-350可达到接近3吨。皮卡车体轻便，既可以载货也可以载人，部份車款設有後座，總共可載2至6人。在美国、加拿大、澳大利亚等地廣人稀的國家，自家用大件物品運載需求大，皮卡是汽车市场的主力车型；在泰国、中东和非洲等地路段鋪面以泥路為主的國家及地區，這時負責載貨的車輛，便是以越野性能優越著稱的皮卡，也得到了非常广泛的应用，甚至在戰場上，車斗還加裝了機關槍成為武裝改裝車。
皮卡也是美國風情的組成之一，例如，福特汽車的F-150就保持了多年美国汽车市场单款车（包括轿车和卡车）的销量冠军地位。按照出产地，皮卡可以分为美系和日系两大类。美系皮卡普遍动力强劲、高大威猛，但油耗较大；日系皮卡车身较小，油耗较低，比较经济适用。中国大陆市场上销售的目前主要是日系或仿日系皮卡。不管美系还是日系，底盘都高于一般轿车，和越野车差不多，都有两驱和四驱可选。车身结构比越野车简单可靠。少数越野发烧友开始购买皮卡，改装之后用于越野游玩。
从燃油选择上可以分为柴油版和汽油版
- 柴油版优点扭力較大、载重爬坡能力强，购买便宜，油耗也低；缺点是噪音大，速度慢。
- 汽油版优点速度快，噪音低；缺点是车价较贵，油耗大，扭力較小。

## 法規
中華人民共和國原則上將其作大貨車列管，禁止皮卡於非物流園專路的市區行駛，有強烈理由需求者須辦理车辆通行备案许可，直到2019年6月起，国家发改委公布了《推动重点消费品更新升级 畅通资源循环利用实施方案（2019-2020 年）》。该方案指出严禁各地出台新的汽车限购规定以及各地不得对新能源汽车实行限行、限购，已实行的应当取消，同時鼓励有条件的地级及以下城市加快取消皮卡进城限制。首次於明確條文中將新能源汽車和皮卡同時視為對經濟有益的發展。
方案公佈後濟南市首先取消皮卡和悬挂新能源机动车号牌的轻微型货车城市道路限行。中國大陸定義皮卡車為驾驶室高度小于等于210公分、总质量小于等于3.5噸的貨車，且採貨車法規10年以內每年年檢1次，過10年則要每年年檢2次。

## 知名車款
- 豐田Hilux
- 福特F系列
- 福士Amarok（英语：Volkswagen Amarok）
- 五十铃D-Max
- 特斯拉Cybertruck